# Escapade (chanson)
Pour les articles homonymes, voir Escapade.
Singles de Janet Jackson
Rhythm Nation
(1989) Alright
(1990)
Escapade est le troisième single extrait du quatrième album de Janet Jackson, Janet Jackson's Rhythm Nation 1814, sorti en 1990.

## Genèse
Après le succès de son album Control en 1986, Janet Jackson continue à écrire des chansons et commence à penser à la conception d'un nouvel album. Elle veut faire un album dont le message serait que la musique et la danse peuvent changer le monde. Elle explique lors d'une interview pour Jefferson Graham de USA Today : « Ma mère m'a dit que tant qu'elle pourra s'en souvenir, je m'occuperais toujours des autres moi-même. Je ne suis pas naïve – Je sais qu'un album ou une chanson ne peut changer le monde. Je veux juste que ma musique et ma danse attirent l'attention du public et qu'elles le tiennent assez longtemps pour qu'il puisse écouter les paroles et ce que nous voulons dire ».
Par ailleurs, Jackson adore le basketball et tout particulièrement l'équipe des Lakers de Los Angeles. Jimmy Jam, du duo Jimmy Jam et Terry Lewis, raconte qu'ils passent toujours une de ses chansons préférées, Nowhere to Run lorsqu'elle assiste à un match. Jackson a envie de faire une nouvelle version de la chanson de Martha and the Vandellas pour son album. Jam lui suggère qu'au lieu de reprendre Nowhere to Run, ils pourraient écrire une chanson qui serait dans le même esprit mais qui serait leur propre chanson. Jam et son partenaire Terry Lewis cherchent un titre dans leur « livre de titres » et trouvent Escapade. Jam explique : « À chaque fois que nous entendons une phrase ou une parole, nous l'écrivons pour un titre. Nous avons l'habitude de faire la musique en premier puis de penser au titre qui pourrait s'accorder avec le son de la musique. Et nous pensions qu'Escapade était un mot cool. C'est un peu démodé – Peu de gens disent « Allons faire une escapade » mais cela marchait vraiment avec cette piste ».

## Développement
À l'automne 1988, Jackson commence à travailler sur la conception de l'album. Escapade est l'une des premières chansons produites, en même temps que Miss You Much et Love Will Never Do (Without You). Tandis que Jackson écrit les paroles, Jam et Lewis commence à jouer une mélodie et de la basse et à créer une démo. Johnny Gill fait des claquements de doigts tandis que Dave Barry est à la guitare. Jackson enregistre et les producteurs laissent la chanson de côté pour la refaire plus tard mais ils ne la referont pas,. Lors d'une interview pour Fred Bronson, Jam explique : « Elle comporte essentiellement toutes les batteries. Je ne pense pas spécialement qu'il y ait un mix de batteries. Je pense que toutes les batteries sont sur une piste. Il y a un clavier basse et autre chose, et c'est tout. Tout ce que nous avons ajouté sont les overdubs, les cloches... parce que nous sommes tellement habitués à la sensation de la piste, aux fautes et tout, nous l'avons terminé en la laissant telle qu'elle est ».

## Informations
"Escapade"  a été inspiré par Nowhere to Run, une chanson de Martha & the Vandellas, sortie en 1965, que Janet Jackson voulait à l'origine reprendre mais le producteur Jimmy Jam lui a suggéré d'enregistrer une nouvelle chanson dans le même esprit.
Écrite par Janet Jackson, James Harris III, et Terry Lewis, la chanson est restée pendant trois semaines à la première place du Billboard Hot 100. C'est le troisième numéro 1 de la chanteuse dans ce classement. "Escapade" a été certifié disque d'or par la Recording Industry Association of America.
Janet Jackson a interprété cette chanson lors de chacune de ses tournées, dont Number Ones: Up Close and Personal. La chanson apparait dans une publicité pour Japan Airlines, en 1990.
Le clip vidéo illustrant la chanson a été réalisé par Peter Smillie. Il se déroule lors d'un carnaval. Ce clip est disponible sur le iTunes Store depuis avril 2007.

## Accueil

### Commercial
Aux États-Unis, Escapade débute à la 37e place du Billboard Hot 100. Au bout de six semaines, le 3 mars 1990, il devient numéro un, le troisième de Jackson Elle détrône Opposites Attract de Paula Abdul et The Wild Pair et conserve cette position pendant trois semaines avant d'être remplacée par Black Velvet d'Alannah Myles,,,. Elle est aussi numéro un du Hot Dance Music/Club Play et du Hot R&B/Hip-Hop Songs. Elle atteint la seizième position du Hot Adult Contemporary Tracks. Escapade se situe à la quinzième position du classement annuel en 1990 et est certifiée disque d'or par la Recording Industry Association of America (RIAA) pour la vente de 500 000 exemplaires,. Au Canada, la chanson entre à la 86e position le 20 janvier 1990. Au bout de la huitième semaine, elle atteint la troisième position. Elle reste seize semaines dans le hit-parade et est placé à la dixième du classement annuel en 1990.
Escapade connaît un succès moyen dans le reste du monde. En Australie, elle débute à la 44e place le 1er avril 1990. Elle monte jusqu'à la 25e position et reste douze semaines dans le classement. En Belgique, la chanson reste huit semaines dans le classement et atteint la dixième place. Jackson marque sa première entrée dans le hit-parade français et la chanson atteint la 23e place le 8 septembre 1990. En Irlande, la chanson atteint la treizième place et reste trois semaines dans le hit-parade. En Nouvelle-Zélande, Escapade entre à la 19e place le 18 mars 1990. Elle grimpe en quinzième position la semaine suivante et reste neuf semaines dans le hit-parade. Aux Pays-Bas, la chanson atteint la treizième position le 24 mars 1990. Au Royaume-Uni, Escapade débute à la 31e du UK Singles Chart le 31 mars 1990. Elle arrive en 17e position le 21 avril et reste sept semaines dans le hit-parade.

## Supports
| 45 tours international 7"/Micro-disquette Japon/K7 1. Escapade (LP version) – 4:45 2. Escapade (instrumental) – 4:09 Maxi 45 tours international 1. Escapade (Shep's Good Time Mix) – 7:16 2. Escapade (The Get Away Dub) – 5:21 3. Escapade (LP version) – 4:45 4. Escapade (Shep's Housecapade Mix) – 7:54 5. Escapade (Housecapade Dub) – 5:42 6. Escapade (I Can't Take No More Dub) – 4:58 Maxi 45 tours Royaume-Uni/Maxi 45 tours RFA 1. Escapade (Hippiapolis Mix) 2. Escapade (Hippiapolis in Dub) 3. Escapade (One Nation Under a Rhythm Mix) | Maxi CD RFA 1. Escapade (LP version) – 4:45 2. Escapade (Shep's Good Times Mix) – 7:16 3. Escapade (Shep's Housecapade Mix) – 7:54 Maxi CD Royaume-Uni 1. Escapade (We Got It Made 7") – 4:02 2. Escapade (Shep's Housecapade Mix) – 6:46 3. Escapade (Shep's Housecapade Dub) – 5:32 K7 Royaume-Uni/45 tours 1. Escapade (We Got It Made 7") 2. Escapade (Housecapade 7") |

## Classements et certifications
| Pays                                               | Position | Certification |
| -------------------------------------------------- | -------- | ------------- |
| Allemagne                                          | 17       | –             |
| Australie                                          | 25       | –             |
| Belgique                                           | 10       | –             |
| Canada                                             | 3        | –             |
| France                                             | 23       | –             |
| Irlande                                            | 13       | –             |
| Nouvelle-Zélande                                   | 15       | –             |
| Pays-Bas                                           | 13       | –             |
| Royaume-Uni                                        | 17       | –             |
| États-Unis Billboard Hot 100                       | 1        | Or            |
| États-Unis Billboard Hot Dance Music/Club Play     | 1        | Or            |
| États-Unis Billboard Hot R&B/Hip-Hop Songs         | 1        | Or            |
| États-Unis Billboard Hot Adult Contemporary Tracks | 16       | Or            |

| Pays       | Position | Année | Période   |
| ---------- | -------- | ----- | --------- |
| Canada     | 10       | 1990  | 1989-1990 |
| États-Unis | 15       | 1990  | 1989-1990 |

## Compléments